# Moosburg (Effretikon)
Die Moosburg ist die Ruine einer Niederungsburg im ehemaligen Weiler Moosburg im Süden von  Effretikon im Kanton Zürich.

## Geschichte

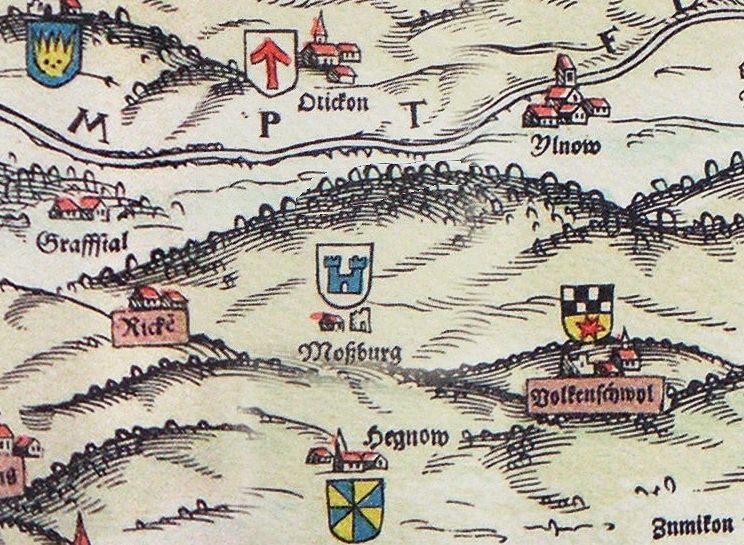
Die Moosburg auf dem Murerplan von 1566

Die Burg wurde um 1254 von Graf Hartmann IV. von Kyburg für seine Gemahlin Margaretha von Savoyen erbaut. Nach dem Tod des kinderlosen Ehepaars kam die Burg 1273 an die Habsburger und um 1300 als Lehen an die Herren von Schlatt ZH. 
1386 wurde sie durch die Zürcher zerstört, um 1400 verpfändete Burkhard von Schlatt die Moosburg an seinen Schwager Johannes Schwend den Älteren. In dieser Zeit war sie Verwaltungssitz einiger Niedergerichte. Schwends gleichnamiger Sohn war der erste zürcherische Landvogt auf der Grafschaft Kyburg. Während seiner Amtszeit von 1424 bis 1437 wohnte er vielleicht wegen der Instandsetzung der Kyburg zwischenzeitlich auf der Moosburg, auf der aber keine Amtsgeschäfte getätigt wurden.
Während des Alten Zürichkrieges wurde die Burg im Mai 1444 von den Innerschweizer Truppen zerstört und in der Folge diente die Ruine als Steinbruch. Ein Stich von David Herrliberger von 1745 lässt erkennen, dass der Turm und Teile der Umfassungsmauer noch erhalten waren.
Die ersten Ausgrabungen erfolgten 1896 durch die Schweizerische Gesellschaft zur Erhaltung Historischer Kunstdenkmäler. Die Ausbeute war gering; ein Eisenhut, der aus dem Sodbrunnen geborgen wurde, erwies sich als wertvollster Fund. 1910 erwarb die Antiquarische Gesellschaft in Zürich den Burghügel. 
1952 und 1953 fanden umfangreiche Ausgrabungen statt. Gefunden wurden zahlreiche Scherben von Tongefässen, ein Armbrustbolzen und Fragmente von Ofenkacheln aus der Zeit um 1400. 1955 wurde die Moosburg von der Gemeinde Illnau-Effretikon für 30'000 Franken übernommen. Die nördlichen und westlichen Mauerzüge wurden 1970 konserviert.

## Bau
Die Burg lag auf einem Moränenhügel in einer sumpfigen Ebene, Moos genannt. Der Hügel war von Süden her über eine Brücke erreichbar. Die Anlage war von einem breiten und tiefen Wassergraben umgeben, der im Südosten durch einen zweiten Graben verstärkt wurde. Vom Riet hat sich im Osten des Burghügels ein Streifen erhalten.
Der rechteckige Wohnturm (Bergfried) mit Hocheingang war rund 13 Meter lang und 10,5 Meter breit; die Mauerstärke betrug 2,2 Meter. In den oberen Stockwerken lagen die Wohnräume. Südlich des Turmes lag ein Wohngebäude, im Norden waren Stallungen und Wirtschaftsgebäude. Eine 1,2 Meter feste Ringmauer umschloss die Gebäude in einer Entfernung von rund 5 Metern.

Darstellung von David Herrliberger, 1745
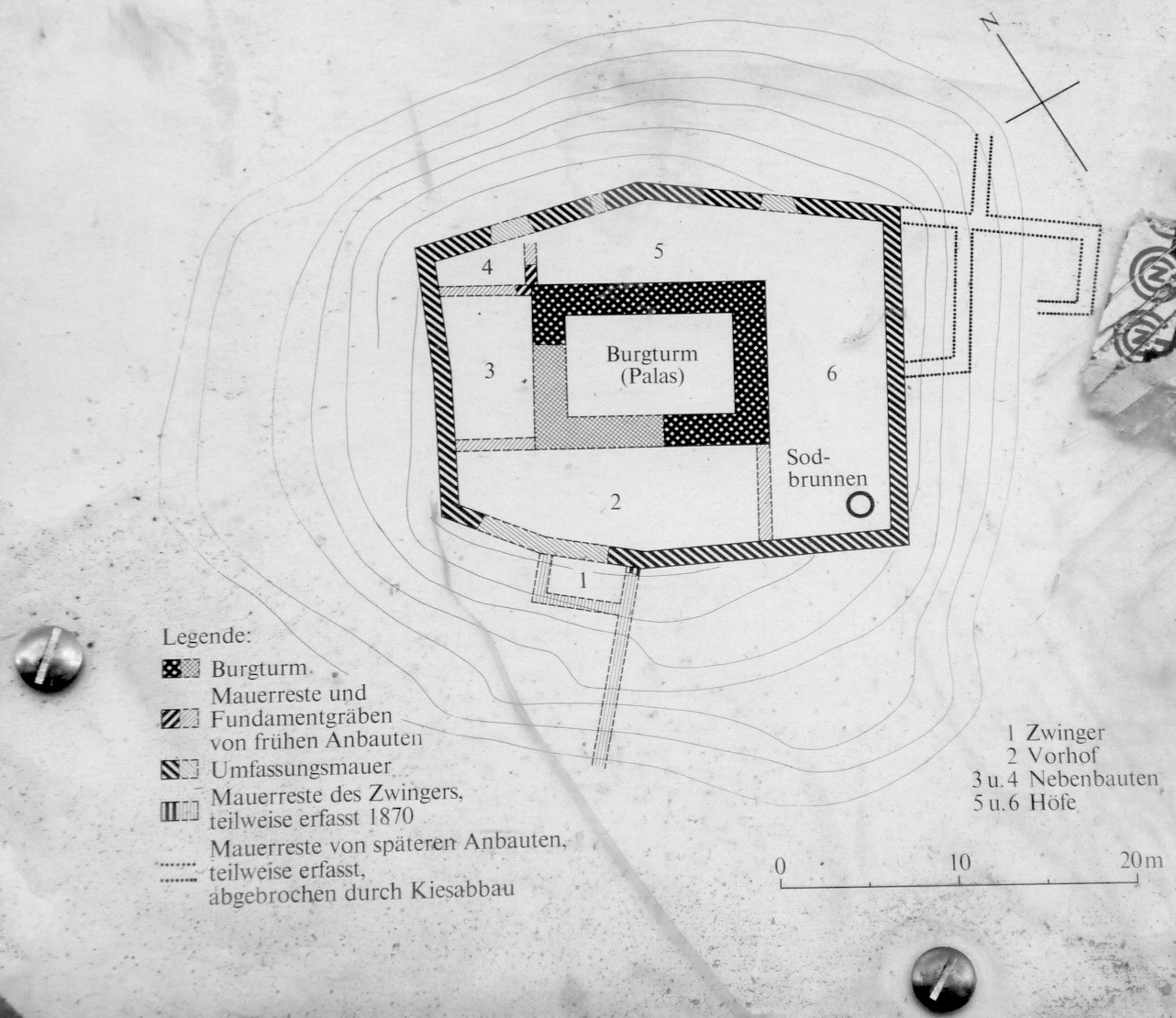
Plan
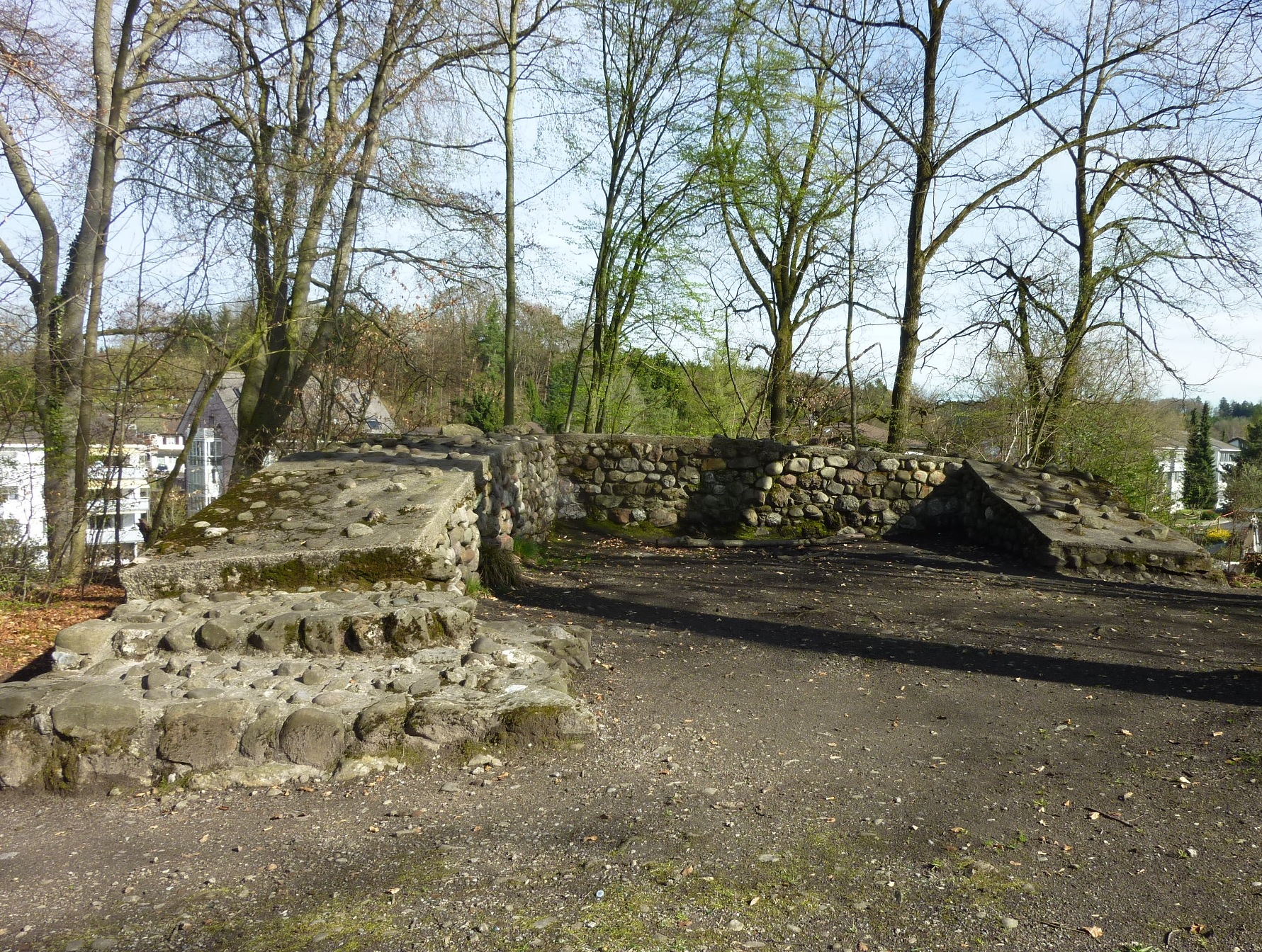
Blick nach Osten